# Cotă de piață
Cota de piață (SHR sau „share”) este un termen utilizat în analiza audienței și a marketingului de televiziune, reprezintă distribuția (împărțirea) audienței între mai multe canale de televiziune; este exprimată prin raportul între telespectatorii care se uită la un anumit post de televiziune și numărul total de telespectatori care se uită la televizor în acel moment. 
Cota de piață este exprimată printr-o mărime subunitară; de exemplu dacă dintr-un număr de 5 milioane de telespectatori 1 milion se uită la un anumit post tv, respectivul post are o cotă de piață de 0,2 (20%).
Noțiunea de cotă de piață se folosește și în dreptul concurenței, ca instrument pentru determinarea ponderii unui anumit agent economic în circulația anumitor produse sau servicii și pentru identificarea unei eventuale poziții dominante pe piață.